# سازلیجا (مرزیفون)
سازلیجا (به ترکی استانبولی: Sazlıca) یک منطقهٔ مسکونی در ترکیه است که در مرزیفون واقع شده‌است.